# Cádiz CF
Cádiz CF er et fodboldhold i den bedste spanske liga, La Primera. Holdet rykkede op i 2020. Holdet har i flere omgange spillet i La Liga. Sidst Cádiz CF var i La Primera var i 2005-06, hvor det dog blot blev til én sæson i den bedste række. Cádiz har bundet de første fire udekampe uden at indkassere et mål. De har blandt andet bundet over Real Madrid på Bernabeu. Den tidligere AGF’er, Jens Jønsson, er ankommet til Cádiz før 20/21-sæsonen.
Holdet har hjemme i den andalusiske havneby Cádiz.

## Kendte spillere
- Migueli
- Kiko
- Mágico González
- Diego Tristán
- Kiko Casilla